# Info-Santé
Info-Santé ou Info-Santé/Info-Social 811 est un service de conseils médicaux ou psychosociaux québécois accessible par le téléphone. Il peut être joint en composant le « 8-1-1 ». Au XXIe siècle, ce service permettrait « d'éviter 750 000 visites aux urgences par année et 100 000 visites à la clinique médicale ». 
Info-Santé est un service de première ligne désigné afin de consulter une infirmière pour des problèmes de santé non-urgents. Info-Social est désigné pour parler rapidement à un professionnel en intervention psychosociale en cas de problème psychosocial ou psychologique ou social.

## Histoire
Dès sa création en 1981, le grand public de la région de Montréal utilise le Centre de coordination santé du Conseil de la santé et des services sociaux de la région Montréal métropolitain (CSSSRMM) comme une porte d’entrée dans les services de santé. Afin de libérer les lignes téléphoniques du 911 (disponible depuis 1985) pour les appels urgents, en 1992 les infirmières du CCS sont réaffectées à un nouveau service de conseils infirmiers mis en place par Urgences-santé pour les appels non urgents. Ce service s’appelle Info-santé. Les fonctions d'évaluation des urgences arrivant via le 911 sont désormais reprises par une cinquantaine de préposés au triage des appels urgents (PATAU) utilisant des protocoles MPDS (Medical Priority Dispatch System).
Situé au 75, Port-Royal Est, Info-santé utilise le numéro de téléphone 275-7575. Au début, il répond à environ 1 000 appels par jour non urgents de Montréal et Laval. Après une première année sous la responsabilité d’Urgences-santé, Info-santé est transféré au réseau des Centres locaux de services communautaires (CLSC). 
En 1999, le personnel d'Info-Santé a répondu à environ 2,4 millions d'appels.
Depuis mai 2008, tous les Québécois, à quelques exceptions près, peuvent joindre ce service en composant 8-1-1.
Le 8-1-1 offre maintenant, dans la plupart des régions du Québec, un service d'Info-Social offrant un service de première ligne pour des services psychosociaux.